# Antwan Thompson
Antwan Thompson, noto anche con il soprannome Amadeus (New York, ...), è un produttore discografico statunitense di musica Hip hop e R&B.

## Biografia
Nella sua carriera ha prodotto brani musicali per importanti artisti internazionali quali 50 Cent, Mike Jones, Talib Kweli, Lil' Mo, Donnie Klang e Fabri Fibra. Prende il soprannome Amadeus dal celebre compositore austriaco Wolfgang Amadeus Mozart.
Ha lavorato anche in Italia, producendo tre pezzi per l'album Bugiardo di Fabri Fibra: Tu così bella non ce l'hai, Andiamo a Sanremo e Cento modi per morire. Nel 2008 entra a far parte del team di produttori "The Hitmen", della casa discografica Bad Boy Entertainment.
Nel 2010 produce tre brani per l'album Controcultura di Fabri Fibra: ≠, Non potete capire e Troppo famoso, nel 2013 produce la title track del settimo album del rapper, Guerra e pace.
Nel 2015 la collaborazione fra il produttore e il rapper italiano continua portando alla realizzazione di due canzoni dell'album Squallor, Troie In Porsche e Sento Le Sirene, mentre nel 2017 Amadeus produce la canzone Equilibrio contenuta nell'album Fenomeno.
Anche nel 2025 produce ancora per Fibra la traccia Zelensky, secondo episodio del Red Bull 64 Bars del rapper marchigiano, in collaborazione con Chef P e James Logan.

## Discografia
Produzioni
2025
- Fabri Fibra "Zelensky" Red Bull 64 Bars

2017
- Chris Brown Ft. Trey Songz & Young Thug "Dat Night" (RCA Records)
- Fabri Fibra "Equilibrio" Fenomeno (Universal Music)
- Talib Kweli and Styles P "Last Ones" The Seven (Javotti Media/3D)

2016
- Papoose Ft. Remy Ma & Nathaniel "Black Love" Remix
- Tony Sunshine "Close" (Single)
- Fabolous Ft. Jazzy "Team Litty" Summertime Shootout 2 (DefJam Recordings/Roc Nation)
- Papoose Ft. Nathaniel "Black Love" (Single)
- Talib Kweli "The Leviathan" TBA (Javotti Media)
- K. Valentine "Too Much" Here For A Reason (Javotti Media)
- Uncle Murda "Statue of Limitation" The Lenny Grant Story
- Maino & Uncle Murda "KingKong & Godzilla Yellow Tape Mixtape
- ESPN First Take Show Theme Song Featuring Wale

2015
- Chris Brown "The Break Up","Seasons Change" Before The Party (RCA Records)
- Fabolous Ft. Mike Davis "Trap Royalty" Summertime Shootout (Def Jam Records/RocNation)
- Oho Ou "So What" - On His Own (EE Media)
- ESPN 2015-16 SportsCenter Scores
- Talib Kweli "Leslie Nope","Nice Things","Money Good" F*ck The Money
- Talib Kweli Ft. Styles P & Nire "Fall Back" F*ck The Money
- Papoose "You Ain't Built Like That" You Can't Stop Destiny (Honorable Records)
- BET Networks & Sprite Present: "The Sprite Corner" BET Freestyle Friday Scores
- Fabri Fibra "Troie In Porsche", "Sento le Sirene" Squallor (Universal Music)
- Trey Songz "Talk About It" Intermission I (Co-Produced by the Breed) (Atlantic Records)
- Case "Juggle" Heaven's Door (eOne)
- Chris Brown & Tyga "Westside" Fan of a Fan: The Album (Co-produced by The Breed) (RCA Records/ Cash Money Records)

2014
- Boaz "Mathematics" Real Name No Gimmicks Vol 2 (Rostrum Records)
- The Game ft. Bobby Shmurda, Freddie Gibbs & Skeme "Hit Em Hard" Year of the Wolf (BloodMoney Ent.)
- Trey Songz "Sneaky" Trigga (Atlantic Records)
- Jim Jones "Wit the Shit" featuring Trey Songz (Vampire Life)
- Keyshia Cole "Next Time" (Won't Give My Heart Away) Single (Interscope Records)
- Keyshia Cole "Heat of The Passion" (Point of No Return) (Interscope Records)
- Jennifer Lopez "TENS" (A.K.A., Deluxe Version) (Capitol)
- Jennifer Lopez "Same Girl" featuring French Montana Single (Written by Chris Brown (Capitol Records)

2013
- Chris Brown "Waiting","War For You" X Files (RCA Records)
- ESPN 2013-14 Monday Night Football Scores
- The Game ft. Shontelle "Love On Fire" OKE Mixtape (Cash Money Records)
- Chris Brown[collegamento interrotto] "I Can't Win"
- Fabri Fibra "Guerra e Pace" Guerra e pace (Universal Music)
- Papoose "Die Like a G"
- Torae "Burden of Proof"

2012
- The Game ft. Elijah Blake "Freedom" (DGC Interscope)
- Wale & Stalley ESPN First Take Show Theme Song
- Keyshia Cole BET Family First Reality Show Theme Song
- Talib Kweli ft. Mac Miller "Earnest Potential"
- Chip ft. Trae tha Truth "Under Oath"

2011
- Justin Bieber "Christmas Eve" Under the Mistletoe (Island Records)
- DJ Kayslay ft. Lil Cease & The Outlawz "Bury The Hatchet"
- Tyga ft. Chris Brown "Wonder Woman"
- Tiffany Mynon "I Know How To Love You.com"
- Tiffany Mynon ft. Fred The Godson "Dance The Night Away"
- DJ Webstar "Fly Like A Plane"
- Keith Murray and Canibus ft. Planet Asia "Rock Wit Us"
- Keith Murray and Canibus "We Blackout Too"
- The Game ft. K. Young "Lost"
- Keyshia Cole "Where Would We"

2010
- Fabri Fibra "≠", "Non Potete Capire", "Troppo Famoso" Controcultura (Universal Music)
- Fabolous "I'm Raw" There Is No Competition Mixtape Album
- Young Jeezy featuring The Clipse "I'll In" Trap or Die 2 Mixtape Album
- T.I. "Whether You Like It Or Not" F*ck A Mixtape
- Stack Bundles "Dirt On A Record"
- Maino "What's Poppin'"
- Uncle Murda ft. Redman "East Coast Is Back"
- Co Campbell "Statistic", "My Praise"

2009
- Bow Wow "Anything You Can Do" (Sony Music)
- Paul Wall featuring Yung Joc & Gorilla Zoe "Fly" (Asylum/Swishahouse)
- Lloyd Banks "Truth Hurts"
- Alex Young" "Heart Stop" (Anaka Records)

2008
- Danity Kane "Welcome To The Dollhouse Intro" Welcome To The Dollhouse (Bad Boy Records)
- Donnie Klang "The Pain" Just A Rolling Stone (Bad Boy Records)
- DJ Kayslay "Men of Respect" ft. Tony Yayo, Lloyd Banks, Jim Jones, Papoose & Rell

2007
- Fabolous "What Should I Do" From Nothin to Somethin (Def Jam)
- Marques Houston "Excited" Veteran (Universal Records)
- Cheri Dennis "Waiting" In And Out of Love (Bad Boy Records)
- Lil Mo featuring Jim Jones "Sumtimes I Pt. 1" & "Sumtimes Pt. 2" Pain & Paper (Drakeweb Music Group/ Koch Records)
- Fabri Fibra "Tu Così Bella Non Ce L'Hai," "Andiamo A Sanremo" & "Cento Modi Per Morire" Bugiardo (Universal Music)

2006
- Jr. Writer "He's Moving" History in The Making (Koch Records)
- Jim Jones featuring Stack Bundles "Have A Happy Christmas" (Koch Records)
- DJ Kayslay featuring Busta Rhymes "Go Off" The Champions North Meets South (Koch Records)
- DJ Kayslay featuring Papoose, Remy Ma & Hell Rell "The Hardest Out" The Champions North Meets South (Koch Records)
- Fabolous featuring The Lox, Paul Cain & J Hood "The Hitmen" Loso's Way Rise to Power (Indie)
- Smilez & Southstar "Stop Handcuffin" (TC Records/Pure Records)
- Papoose "You Can't Murder Me" Street Single

2005
- Foxy Brown "Get Off Me" (Eve Diss)- Street Single
- Lil Mo featuring Miri Ben-Ari "Yeah Yeah Yeah" (Cash Money Records/Universal Records)
- Jim Jones "My Diary" Harlem: Diary of A Summer (Koch Records)
- LaToya London "Non A Watcha Do" Love & Life (Peacon/Concord Records)
- 50 Cent "It Is What It Is" 2050 Before the Massacre (Indie)
- Hell Rell "Shoot To Kill" Streets Wanna Know (Indie)
- Hell Rell featuring Bezel "Gangstas & Murderers" Streets Wanna Know (Indie)
- Sphere of Influence "Done Did It" (Def Jam Japan Records)
- 54th Platoon "V.S.O.P" All of Nothin (Fubu Records)

2004
- Cam'Ron featuring Juelz Santana & Un Casa "Take Em To Church Pt. 2" Purple Haze (Def Jam)
- Cam'Ron featuring Juelz Santana & Un Casa "Take Em To Church Pt. 1" Diplomatic Immunity (Koch Records)
- Talib Kweli "A Game" The Beautiful Struggle (Rawkus Records)
- JammX Kids "Keep U Dancin," "In The House," & "Shake Remix" Randy Jackson Presents JammX Kids Vol. 1 (Lightforce Ent.)

2003
- Lil Mo "Brand Nu" Meet The Girl Next Door (Elektra Records)
- Foxy Brown "Cradle 2 The Grave (My Life)" Cradle 2 The Grave (Def Jam/Bloodline Records)